# Longitarsus echii
Longitarsus echii är en skalbaggsart som först beskrevs av Koch 1803.  Longitarsus echii ingår i släktet Longitarsus, och familjen bladbaggar. Arten har ej påträffats i Sverige.